# Expresso CNN
Expresso CNN foi um telejornal brasileiro produzido pela CNN Brasil. Exibido desde 16 de março de 2020 até 1 de dezembro de 2022, o primeiro telejornal noturno da emissora apresentava notícias em tempo real, com informações exclusivas e análise de comentaristas e convidados.
A versão original do telejornal contava com apresentação de Monalisa Perrone e Carol Nogueira e o formato era inspirado em Erin Burnett OutFront, da matriz americana do canal. O nome do telejornal foi escolhido como a versão em português do The Express, apresentado pelo jornalista Richard Quest na CNN Internacional. Perrone apresentou o telejornal até 2022, quando migrou para o Jornal da CNN.
Na semana seguinte, o telejornal teve mudanças no formato e passou a contar com a apresentação de Evandro Cini e a Elisa Veeck. Esta versão do Expresso CNN foi exibida pela última vez em 1 de dezembro de 2022, quando foi substituída pelo Arena CNN.

## História
Em 09 de novembro, por conta da estreia do CNN Prime Time, ancorado pelo recém-contratado pelo canal Márcio Gomes, às 18h00, o programa perde uma hora de sua duração e passa a se iniciar ás 19h30. 
No dia 02 de janeiro de 2021, o telejornal foi ancorado por Carla Vilhena, por conta das férias de sua titular, Monalisa Perrone. No dia 11 de janeiro, o jornal foi apresentado por Roberta Russo, por conta do luto de Carla, que perdeu seu pai, e voltou no dia 13 de novembro ao comando do telejornal. Perrone retornou ao comando do mesmo no dia 18 de janeiro.
Em fevereiro de 2022, a CNN Brasil anunciou uma grande reformulação em sua programação para comemorar os dois anos do canal, o Expresso CNN passará a ser veiculado antes do CNN Prime Time às 18h30 e terá uma hora de duração, os jornalistas Elisa Veeck e Evandro Cini passaram a ancorar o telejornal no lugar de Monalisa Perrone que assume o Jornal da CNN. Em 04 de abril, Elisa e Evandro assumem oficialmente o novo formato do telejornal.
Em 19 de setembro de 2022, com a demissão de Daniel Adjuto do canal, Evandro Cini assume a bancada do Live CNN junto a Marcela Rahal. Elisa Veeck segue como âncora solo do Expresso até segunda ordem, a mesma já seguia ancorando sozinha na semana anterior as mudanças. Cini estava ancorando o Prime Time enquanto o titular Márcio Gomes estava como repórter especial na cobertura do funeral de estado da Rainha Elizabeth no Reino Unido, não só para o seu telejornal como para boa parte dos outros telejornais do canal.
Durante o período eleitoral em uma cobertura especial o telejornal é exibido entre 20h às 21h, enquanto o Prime Time que o sucedia passou a ser exibido entre 17h55 às 20h com o Arena Eleições. No dia 29 de setembro excepcionalmente o telejornal foi exibido às 19h30 sob o comando de Roberta Russo, devido a um ajuste em toda grade noturna para acomodar a cobertura especial do programa WW antes do último debate presidencial organizado pela TV Globo.
No dia 01 de dezembro, dentre as várias mudanças no canal, o Expresso é extinto e o horário passa a ser ocupado pelo Arena CNN, com Felipe Moura Brasil.

## Cronologia de Apresentadores
- Carol Nogueira (2020)
- Monalisa Perrone (2020-2022)
- Caio Junqueira (2020–2021)
- Daniel Adjuto (2020–2021)
- Evandro Cini (2022)
- Elisa Veeck (2022)

Ex-eventuais
- Iuri Pitta (2020)
- Carol Nogueira (2020-2022)
- Daniel Adjuto (2020)
- Carla Vilhena (2021)
- Kenzô Machida (2021)
- Tainá Falcão (2022)
- Roberta Russo (2020-2022)
- Muriel Porfiro (2022)